# Freiwillige Schutzstaffel
Die Freiwillige Schutzstaffel, kurz FS, war von 1938 bis 1944 eine nach dem Vorbild der Sturmabteilung (SA) geschaffene paramilitärische Organisation der deutschen Minderheit in der Slowakei. Sie diente der Tiso-Regierung neben der Hlinka-Garde als Hilfspolizei, hauptsächlich für den Wach- und Objektschutz, aber auch bei der Verfolgung und Deportation von Juden. Aus der Freiwilligen Schutzstaffel ging im September 1944 der Deutsche Heimatschutz hervor, der als Heimwehr fungierte.

## Geschichte

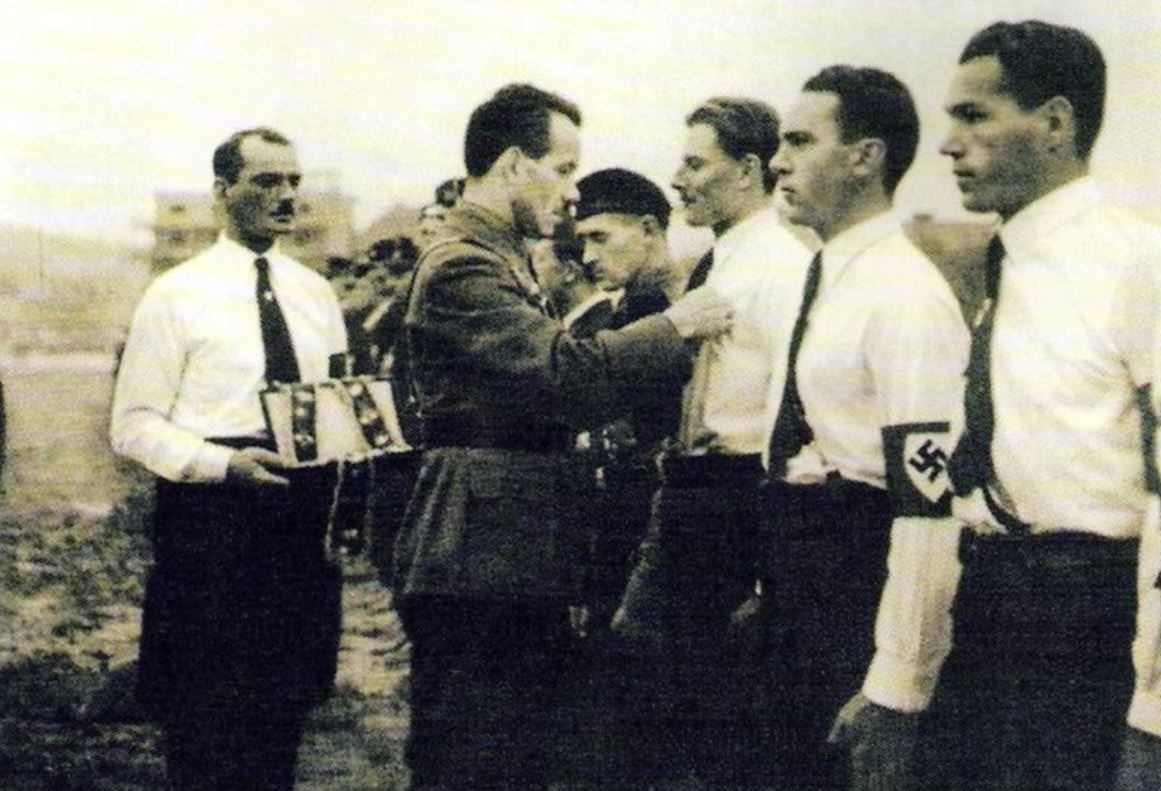
Volksgruppenführer Karmasin während der Auszeichnung von Angehörigen der Freiwilligen Schutzstaffel, um 1941

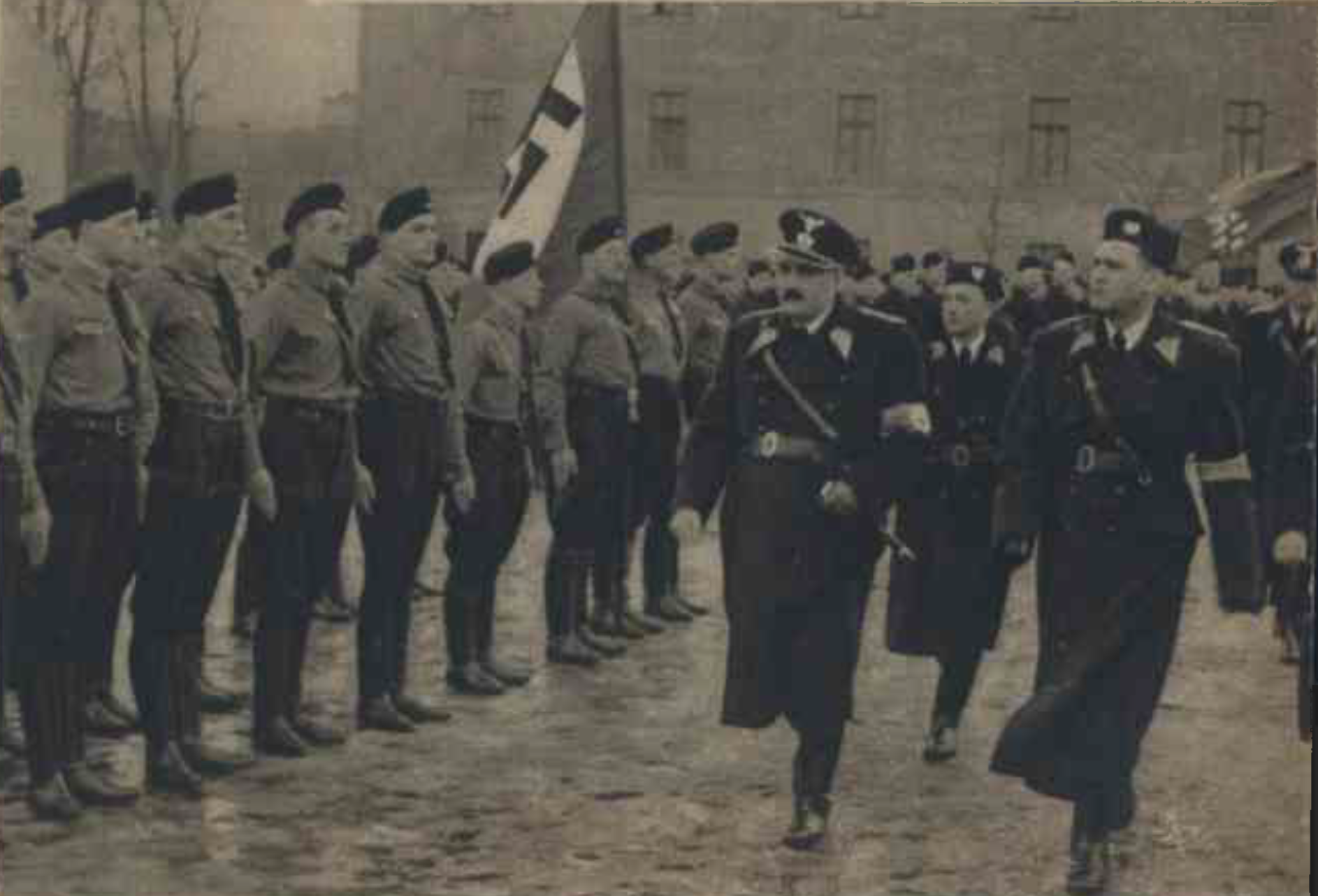
Innenminister Ďurčanský schreitet auf dem Platz der Freiheit in Pressburg eine Einheit der Freiwilligen Schutzstaffel ab, 1939

Die Freiwillige Schutzstaffel (FS) war der paramilitärische Flügel der slowakischen Deutschen Partei. Sie wurde im Oktober 1938 im Zuge der Autonomieerklärung der Slowakei nach dem Vorbild der SA gegründet. Franz Karmasin, der Volksgruppenführer in der Slowakei, bezeichnete die FS als „Kern der deutschen Volksgruppe“ und als „Stoßtrupp des Nationalsozialismus im Osten“. Mitglied der FS konnten Angehörige der deutschen Minderheit in der Slowakei im Alter von 18 bis 35 Jahren werden, die ihre arische Abstammung zurück bis in die dritte Generation nachweisen mussten. Ein Jahr nach ihrer Gründung hatte die FS rund 4600 Mitglieder. Bis 1942 stieg die Anzahl auf 7500 Mitglieder.
Formal unterstand die FS der slowakischen Regierung und diente genauso wie die Hlinka-Garde als Hilfspolizei. Oberster Befehlshaber der Freiwilligen Schutzstaffel war der Präsident der Slowakischen Republik. Er ernannte auf Vorschlag des deutschen Volksgruppenführers den Oberbefehlshaber der FS. Die ersten vier Jahre leitete Walter Donath die FS. Er fiel bei einem Einsatz für die Waffen-SS im April 1942 an der Ostfront. Anschließend übernahm Ferdinand Klug, der bisherige Landesjugendführer der Deutschen Partei, die Führung der Freiwilligen Schutzstaffel. Klug wurde Ende August 1944 nach Ausbruch des Slowakischen Nationalaufstands von Partisanen erschossen. Am 2. September 1944 wurden alle Angehörigen der FS als SS-Streife dem SS-Einsatzkommando Slowakei angegliedert.
Die Aufgaben der FS umfassten zunächst hauptsächlich den Wach- und Objektschutz, die Sabotageabwehr, den Schutz der Verkehrsinfrastruktur, aber nach Ausbruch des Zweiten Weltkriegs auch die Ergreifung von Flüchtlingen und Deserteuren aus dem besetzten Polen. Unter anderem sicherte die Freiwillige Schutzstaffel nach dem Überfall auf Polen mit einer Tausendschaft die Nordostgrenze der Slowakei gegen Polen. Zudem bewachte eine Abteilung den Eisenbahntunnel bei Čadca am Jablunkapass.
Wie die Hlinka-Garde konnte die Freiwillige Schutzstaffel Hausdurchsuchungen und Festnahmen vornehmen. Ferner war die volksdeutsche FS neben der Hlinka-Garde ab Ende 1941 an der Durchführung von antijüdischen Maßnahmen beteiligt. Im Auftrag des slowakischen Innenministeriums stellten diese beiden paramilitärischen Truppen sicher, dass insbesondere die im Judenkodex festgelegten Bestimmungen, wie das Verbot von Kino- und Theaterbesuchen oder die Pflicht zum Tragen des Judensterns, von Juden eingehalten wurden. Ein weiterer Befehl der Regierung vom 20. März 1942 wies jede Einheit der Freiwilligen Schutzstaffel an, sich „soweit sie von den Bezirksbehörden dazu aufgefordert wird, bei der Aktion der Einziehung der Juden in Konzentrationslager nach Möglichkeit einzuschalten“.
Die Uniform der FS entsprach weitgehend der der Allgemeinen SS. Am Ärmel befand sich ein silberner maschinengestickter Adler, der ein Schild mit Hakenkreuz trug (Symbol der Deutschen Partei). Überhaupt diente die FS auch als Hort der SS für die Rekrutierung junger Volksdeutscher. Gegliedert war die Organisation ab März 1939 in drei Sturmbanne. Der von je einem Sturmbannführer kommandierte Bereich entsprach der Gebietsgliederung der Deutschen Partei: Pressburg, Kremnitz–Deutsch Proben und Zips. Im Februar 1940 wurde die Anzahl der Stürme auf sechs erhöht:
- Sturm I Pressburg (Stadt), Sturmbannführer Hans Hofstätter, 3 Kompanien
- Sturm II Pressburg (Land), Sturmbannführer Zoltan Absalon, 4 Kompanien
- Sturm III Kremnitz, Sturmbannführer Jozef Jacklin, 7 Kompanien
- Sturm IV Deutsch Proben, Sturmbannführer Ladislav Wässerle, 4 Kompanien
- Sturm V Oberzips, Sturmbannführer Willi Kunzmann, 6 Kompanien
- Sturm VI Unterzips, Sturmbannführer Hans Dolinsky, 4 Kompanien

In Regionen der Slowakei mit geringer deutscher Bevölkerung schlossen sich FS-Mitglieder direkt der Zentrale in Pressburg an. Im  September 1942 kam noch ein 7. Sturm im Waag-Tal dazu. Daneben erfolgten Gründungen freiwilliger Schutzstaffeln von in Deutschland beschäftigten Volksdeutschen aus der Slowakei in Betrieben im Reichsgebiet, die ebenfalls der Zentrale in Pressburg unterstanden. Ein Beispiel dafür ist die Freiwillige Schutzstaffel der Hydrierwerke Pölitz, deren Mitglieder für den Werkschutz zuständig waren. In diesem Zusammenhang gehörte der abnehmende Nachwuchs permanent zu den Hauptschwierigkeiten der FS, weil viele junge Männer zunächst als Arbeitskräfte ins Reich gingen und später zur Waffen-SS gelangten. Letztlich verlor die Führung der slowakischen Deutschen Partei massiv an Einfluss auf die FS, da die Organisation zunehmend der SS untergeordnet wurde.
Nach Ausbruch des Slowakischen Nationalaufstands richtete sich der slowakische Widerstand hauptsächlich gegen die deutschsprachige Bevölkerung. Aufständische und Partisanen ermordeten während der Erhebung zwischen 1000 und 1500 Karpatendeutsche. Dem Massaker von Glaserhau fielen etwa 200 Männer im Alter von 16 bis 60 Jahren zum Opfer, in Krickerhau rund 130 Menschen. Noch unter der Führung von Ferdinand Klug wurde Ende August 1944 der Deutsche Heimatschutz (HS) gebildet und darin alle Mitglieder der FS integriert. Der Heimatschutz diente vor allem der Sicherung des Hinterlandes und ab Herbst 1944 der totalen Evakuierung der Volksdeutschen (etwa 130.000 Personen) aus der Slowakei. Nach dem Tod von Klug standen die Einheiten des HS unter dem Kommando von Gottlob Berger. Die meisten Angehörigen des Heimatschutzes gelangten nach der Niederschlagung des Aufstandes zur 32. SS-Freiwilligen-Grenadier-Division „30. Januar“ und die tauglichsten zur 31. SS-Freiwilligen-Grenadier-Division.